# Деготна
Деготна — река в России, протекает в Щёкинском районе Тульской области. Исток реки находится примерно в километре к северу от границы города Щёкино. Устье реки находится в 260 км по левому берегу реки Упа у снп Ломинцевский. Длина реки составляет 17 км.

## Данные водного реестра
По данным государственного водного реестра России относится к Окскому бассейновому округу, водохозяйственный участок реки — Упа от истока и до устья, речной подбассейн реки — Бассейны притоков Оки до впадения Мокши. Речной бассейн реки — Ока.
Код объекта в государственном водном реестре — 09010100312110000018949.